# Kultura śródziemnomorska
Kultura śródziemnomorska – kultura powstała w basenie Morza Śródziemnego w pierwszym tysiącleciu przed naszą erą na fundamentach starożytnego Egiptu i Mezopotamii. Największy wpływ na jej powstanie mieli starożytni Grecy, Rzymianie i Żydzi. Jest podstawą tożsamości narodów współczesnej Europy, a powstałe w latach jej świetności dzieła stanowią dziedzictwo kulturowe dzisiejszej cywilizacji Zachodu. W szerszym znaczeniu kultura śródziemnomorska rozumiana jest także jako kultura wyrosła z kultury starożytnej Grecji i Rzymu oraz tradycji judeochrześcijańskiej, które to z kolei rozwijały się, czerpiąc z dokonań starożytnego Egiptu i Mezopotamii. W takim rozumieniu pojęcia zakres jej wpływów oprócz Europy będzie obejmował Amerykę Północną i Południową, Australię i południową Afrykę.

## Rys historyczny i charakterystyka
Obszar Morza Śródziemnego stanowił teren jednolity geograficznie. Choć narody starożytne tego kręgu znacznie różniły się od siebie, zarówno pochodzeniem, jak i organizacją państwowości czy religią, to wzajemne wpływy i powiązania pozwalają określić ich przynależność do wspólnej kultury. Powstawała sztuka i literatura, filozofia, kodeksy prawa, prace o charakterze naukowym (w tym pierwsze dzieła historyczne), rozwijały się religie poli- i monoteistyczne. Najważniejsze języki, w których spisano dorobek starożytności, to hebrajski, greka i łacina.
Za najistotniejsze elementy starożytnej kultury śródziemnomorskiej uznaje się mitologie grecką i rzymską, grecką filozofię, rzymskie prawo oraz Biblię.